# Ivarčko jezero
Ivarčko jezero je manjše umetno jezero pod Uršljo goro v občini Ravne na Koroškem. Je najnižje ležeče alpsko jezero v Sloveniji. 
Jezero leži v bližini Kotelj na nadmorski višini okoli 645 mnm, pod obronki Uršlje Gore, blizu bivše spodnje postaje sedežnice na smučišče Ošven. Površina jezera meri 1,2 ha in doseže največjo globino do 5 m. Ob jezeru je bil nekoč lepo urejen rekreacijski center z različnimi športnimi igrišči, prostori za oddih in sončenje ter urejeno plažo. Že nekaj let pa celotna okolica propada in čaka nekega novega lastnika, s pravo vizijo razvoja.

## Dostop
Po cesti iz Kotelj mimo bivšega manjšega zdravilišča Rimski vrelec - okoli 3 km.